# Championnat d'Europe de caisse à savon
Les Championnats d'Europe de Caisse à Savon sont une compétition organisée par la C.E.C.A.S (Commission Européenne des Caisses à Savon) ou F.I.S.D (Fédération Internationale de Speed Down). Elle est disputée tous les ans depuis sa création en 1982. Actuellement les pays membres de la CECAS sont : La France, l'Allemagne, la Belgique, la Suisse, l'Italie, la République tchèque, la Lettonie, et maintenant l'Espagne. Les Championnats d'Europe de Caisse à savon 2013 ont eu lieu à Wittinsburg en Suisse.

## Déroulement
Le déroulement est le même que les courses classiques, même s'il est plus long. Il se déroule sur deux jours: le samedi avec une manche d'essai et une manche chronométrée, et le dimanche avec deux autres manches chronométrées. Le classement se fait sur le cumul des deux meilleures manches.

## Éditions
| N° | Édition | Ville               | Pays               | Date                        |
| -- | ------- | ------------------- | ------------------ | --------------------------- |
| 39 | 2023    | Sant'Andrea Bagni   | Italie             | du 4 août au 6 août         |
| 38 | 2022    | Freital             | Allemagne          | du 28 juillet au 31 juillet |
| 38 | 2020    | Plagne              | Suisse             | du 24 juillet au 26 juillet |
| 37 | 2019    | Pfaffenheim         | France             | du 26 juillet au 28 juillet |
| 36 | 2018    | On                  | Belgique           | du 27 juillet au 29 juillet |
| 35 | 2017    | Viù                 | Italie             | du 28 juillet au 30 juillet |
| 34 | 2016    | Trois-Ponts         | Belgique           | du 29 juillet au 31 juillet |
| 33 | 2015    | Edolo               | Italie             | du 24 juillet au 26 juillet |
| 32 | 2014    | Korab               | République tchèque | du 25 juillet au 27 juillet |
| 31 | 2013    | Wittinsburg         | Suisse             | du 26 juillet au 28 juillet |
| 30 | 2012    | Predappio Alta      | Italie             | du 27 juillet au 29 juillet |
| 29 | 2011    | Moras-en-Valloire   | France             | du 29 juillet au 31 juillet |
| 28 | 2010    | La Roche-en-Ardenne | Belgique           | du 30 juillet au 1er août   |
| 27 | 2009    | Uersfeld            | Allemagne          | du 29 juillet au 31 juillet |
| 26 | 2008    | Bozkov              | République tchèque | du 29 juillet au 31 juillet |
| 25 | 2007    | Serramazzoni        | Italie             | du 20 juillet au 22 juillet |
| 24 | 2006    | Château-d'Œx        | Suisse             | du 21 juillet au 23 juillet |
| 23 | 2005    | Selonnet            | France             | du 21 juillet au 23 juillet |
| 22 | 2004    | Houyet              | Belgique           | du 21 juillet au 23 juillet |
| 21 | 2003    | Masburg             | Allemagne          | du 21 juillet au 23 juillet |
| 20 | 2002    | Grendelbruch        | France             | du 21 juillet au 23 juillet |
| 19 | 2001    | Český Krumlov       | République tchèque | du 21 juillet au 23 juillet |
| 18 | 2000    | Lausanne            | Suisse             | du 21 juillet au 23 juillet |

## Résultats
Voici l'historique des résultats depuis 1992.

### 2022
| Categories | Or                                               | Argent                                                | Bronze                                            |
| ---------- | ------------------------------------------------ | ----------------------------------------------------- | ------------------------------------------------- |
| C1 Sport   | Jakob Spitaler 5 min 42 s 07                     | Justin Menchior 6 min 38 s 51                         |                                                   |
| C2 Sport   | Pierre Guyou 4 min 17 s 68                       | Lina-Minou Hecht 4 min 23 s 66                        | Klemens Spitaler 4 min 30 s 71                    |
| C3 Sport   | Matis Péraux 4 min 03 s 33                       | Victor Morel 4 min 03 s 70                            | Maximilian PENZ 4 min 06 s 73                     |
| C4 Sport   | David Tack 3 min 51 s 92                         | Gaël Tack 3 min 52 s 76                               | Giancarlo Fugazza 3 min 54 s 63                   |
| C5 Sport   | Loic Bédeur / Frédéric Archambeau 4 min 23 s 66  |                                                       |                                                   |
| C6 Sport   | Olivier Germay / Sandrine Dechesne 3 min 56 s 66 | Andreas Lerf / Manuela Oswald 3 min 57 s 08           | Damien Noverraz / Jonathan Noverraz 3 min 57 s 51 |
| C7 Sport   | Rolf Oswald / Matthias Bellaud 4 min 14 s 51     | Alessio Cartechini / Rossano Cartechini 4 min 16 s 82 | Maike Miesen / Sven Miesen 4 min 18 s 17          |
| C8 Sport   | Giuliano Targhetti 4 min 14 s 22                 | Maurizio Dottori 4 min 18 s 81                        | Enrico Grossi 4 min 20 s 58                       |
| C9 Sport   | Edgars Lielgalvis 4 min 37 s 90                  | Rodrigo Kakers 4 min 39 s 63                          | Ralfs Mikuss Volkovs 4 min 41 s 14                |

### 2019
| Categories | Or                                           | Argent                                           | Bronze                                               |
| ---------- | -------------------------------------------- | ------------------------------------------------ | ---------------------------------------------------- |
| C1 Sport   | Pierre Guyou 3 min 42 s 44                   | Kenzo Ducros 3 min 53 s 78                       | Théo Mollaret-Blanc 4 min 07 s 57                    |
| C2 Sport   | Genten 3 min 20 s 84                         | Victor Morel 4 min 22 s 63                       | Péraux Matis 4 min 22 s 70                           |
| C3 Sport   | Arnaud Demelenne 3 min 16 s 60               | Theo Lenoir 4 min 16 s 64                        | Philipp Hilfiker 3 min 18 s 44                       |
| C4 Sport   | Gaël Tack 3 min 08 s 29                      | Dominique Kremer 3 min 10 s 54                   | Guillaume Libolt 3 min 10 s 73                       |
| C5 Sport   | Daniel Schär / Marcel Buser 3 min 18 s 99    | Loic Bédeur / Frédéric Archambeau 3 min 24 s 98  | Paire Guillaume / Olivier Rodrigues 3 min 25 s 30    |
| C6 Sport   | David Tack / Ines Daems 3 min 09 s 81        | Olivier Germay / Sandrine Dechesne 3 min 10 s 57 | Christopher Maiss / Martina Kulle 3 min 10 s 75      |
| C7 Sport   | Rolf Oswald / Matthias Bellaud 3 min 20 s 72 | David Cognolatto / Gino Cognolatto 3 min 23 s 26 | Leonardo Bartolacci / Michele Lattanzi 3 min 24 s 34 |
| C8 Sport   | Giuliano Targhetti 3 min 29 s 54             | Philippe Lamart 4 min 30 s 87                    | Maurizio Dottori 4 min 31 s 68                       |
| C9 Sport   | Arturs Danilevskis 3 min 51 s 49             | Vincent Hauenstein 4 min 06 s 58                 | Elizabete Darge 4 min 20 s 06                        |
| C10 Sport  | Massimo Locatelli 3 min 43 s 94              | Sergio Gori 3 min 44 s 80                        | Guilio Soldati 3 min 45 s 35                         |

### 2018
| Categories | Or                                           | Argent                                                  | Bronze                                               |
| ---------- | -------------------------------------------- | ------------------------------------------------------- | ---------------------------------------------------- |
| C1         | Loic Sels 4 min 42 s 25                      |                                                         |                                                      |
| C2         | Matis Peraux 3 min 44 s 87                   | Sarina-Vale Hilfiker 3 min 46 s 04                      | Tom Bonhomme 3 min 51 s 96                           |
| C3         | Arnaud Demelenne 3 min 36 s 58               | Bastien Munier 3 min 37 s 77                            | Theo Lenoir 3 min 38 s 21                            |
| C4         | Matis Kremer 3 min 31 s 02                   | Gaöl Tack 3 min 31 s 03                                 | Dominique Kremer 3 min 31 s 19                       |
| C5         | Daniel Schär / Marcel Buser 3 min 38 s 06    | Jean-Charles Pierrat / François Drouilloy 3 min 42 s 68 | Loic Bedeur / Frédéric Archambeau 3 min 47 s 07      |
| C6         | David Tack / Ines Daems 3 min 25 s 54        | Damien Noverraz / Jonathan Noverraz 3 min 26 s 69       | Olivier Germay / Sandrine Dechesne 3 min 27 s 30     |
| C7         | Rolf Oswald / Matthias Bellaud 3 min 43 s 39 | Davide Cognolatto / Gino Cognolatto 3 min 45 s 53       | Leonardo Bartolacci / Michele Lattanzi 3 min 46 s 55 |
| C8         | Philippe Lamart 4 min 01 s 33                | Guiliano Targhetti 4 min 01 s 54                        | Maurizio Dottori 4 min 01 s 76                       |
| C9         | Luna Gori 4 min 34 s 42                      | Luca Patisso 4 min 41 s 37                              | Rudolfs Toms Supe 5 min 15 s 50                      |
| C10        | Sergio Gori 4 min 13 s 72                    | Roberto Crescini 4 min 15 s 75                          | Emanuele Patisso 4 min 19 s 32                       |

### 2017
| Categories | Or                                           | Argent                                         | Bronze                                          |
| ---------- | -------------------------------------------- | ---------------------------------------------- | ----------------------------------------------- |
| C1 Sport   | Matis Peraux 4 min 45 s 72                   | Tom Bonhomme 4 min 56 s 27                     | Timéo Pasquier 6 min 8 s 31                     |
| C2 Sport   | Glen Moll 4 min 36 s 22                      | Lois Hattenberger 4 min 39 s 18                | Sarina-Vale Hilfiker 4 min 39 s 29              |
| C3 Sport   | Philipp Pötschulat 4 min 21 s 84             | Arnaud Demelenne 4 min 23 s 17                 | Giulio Soldati 4 min 24 s 15                    |
| C4 Sport   | Marcello Podavini 4 min 23 s 21              | Jan Sejkora 4 min 23 s 80                      | Andréas Lerf 4 min 24 s 77                      |
| C5 Sport   | Daniel Schär / Marcel Buser 4 min 38 s 69    | Damien Crouvisier / Cyril Masson 4 min 43 s 49 | Lolc Bedeur / Archambeau Frédéric 4 min 46 s 19 |
| C6 Sport   | Pietro Nelli / Berti Stefano 4 min 22 s 79   | Rolf Meier / Jova Lendzian 4 min 26 s 46       | Sauro Rossi / Franco Ceschi 4 min 28 s 69       |
| C7 Sport   | Rolf Oswald / Matthias Bellaud 4 min 55 s 28 | Roberto Fusari / Fabio Fusari 5 min 3 s 26     | Maike Miesen / Sven Miesen 5 min 4 s 81         |
| C8 Sport   | Giuliano Targhetti 4 min 28 s 25             | Fabio Lussignoli 4 min 30 s 8                  | Diego Domenighini 4 min 30 s 23                 |
| C9 Sport   | Luca Patisso 5 min 1 s 91                    | Luna Gori 5 min 8 s 97                         | Stefano Lapini 5 min 9 s 48                     |
| C10 Sport  | Roberto Crescini 5 min 20 s 51               | Sergio Gori 5 min 21 s 71                      | Massimo Locatelli 5 min 35 s 43                 |

### 2014
| Categories | Or                                              | Argent                                                | Bronze                                              |
| ---------- | ----------------------------------------------- | ----------------------------------------------------- | --------------------------------------------------- |
| C1 Sport   | Luca Römhild 5 min 18 s 69                      | Nele Wollny 6 min 51 s 62                             |                                                     |
| C2 Sport   | Jan Sejkora Jr. 4 min 50 s 65                   | Philipp Pötschulat 4 min 54 s 11                      | Arthur Onimus 5 min 01 s 89                         |
| C3 Sport   | Jean-Michel Colin 4 min 46 s 46                 | Matis Kremer 4 min 46 s 94                            | Jan Simunek 4 min 47 s 95                           |
| C4 Sport   | Jan Sejkora 4 min 41 s 60                       | Jakub Sejkora 4 min 42 s 21                           | Gerold Spitaler 4 min 42 s 34                       |
| C5 Sport   | Cyril Viry et Thimothee Slady 4 min 56 s 52     | Christoph Trachsel et Marcel Buser 4 min 58 s 74      | Damien Crouvisier et Aurelien Georges 4 min 59 s 15 |
| C6 Sport   | Olivier Germay et Sandrine Germay 2 min 20 s 67 | Heiko Zumbrunn et Julia Bitterlin 2 min 20 s 75       | Frederic Bissardon et Audrey Jacquier 2 min 20 s 92 |
| C7 Sport   | Rolf Oswald et Matthias Bellaud 2 min 32 s 48   | Leonardo Bartolacci et Michele Lattanzi 2 min 33 s 84 | Maurizio Bravin et Giuseppe Dozzi 2 min 34 s 15     |
| C8 Sport   | Diego Dondero 5 min 03 s 88                     | Stefano Maccarinelli 5 min 04 s 08                    | Maurizio Dottori 5 min 04 s 18                      |
| C9 Sport   | Andris Bricis 5 min 41 s 84                     | Autris Cers 5 min 44 s 89                             | Luize Cera 6 min 05 s 62                            |

### 2013
| Categories | Or                                            | Argent                                                | Bronze                                                 |
| ---------- | --------------------------------------------- | ----------------------------------------------------- | ------------------------------------------------------ |
| C0 Sport   | Franziska Zumbrunn 3 min 44 s 34              | Michel Testaz 3 min 44 s 96                           | Marco Eggimann 4 min 12 s 66                           |
| C1 Sport   | Arthur Onimus 3 min 32 s 15                   | Louis Cailleau 3 min 41 s 71                          | Luca Romhild 3 min 43 s 55                             |
| C2 Sport   | Bastien Munier 3 min 29 s 22                  | Jan Sejkora Jr 3 min 29 s 28                          | Phillipp Postchulat 3 min 29 s 67                      |
| C3 Sport   | Jan Schmid 3 min 14 s 86                      | Matis Kremer 3 min 18 s 36                            | Heiko Zumbrunn 3 min 20 s 05                           |
| C4 Sport   | Guillaume Moisson 3 min 10 s 83               | Guillaume Libolt 3 min 11 s 76                        | Gerold Spitaler 3 min 12 s 19                          |
| C5 Sport   | Cyril Viry et Clemence Lalevee 3 min 18 s 27  | Daniel Shar et Marcel Buser 3 min 19 s 44             | Damien Crouvisier et Aurelien Georges 3 min 20 s 08    |
| C6 Sport   | Stephan Jerney et Melanie Riedo 3 min 03 s 68 | Frederic Bissardon et Audrey Jacquier 3 min 04 s 80   | Andréas Lerf et Manuela Oswald 3 min 05 s 20           |
| C7 Sport   | Rolf Oswald et Matthias Bellaud 3 min 20 s 56 | Leonardo Bartolacci et Michele Lattanzi 3 min 22 s 16 | Rossano Cartechini et Massino Martinelli 3 min 24 s 04 |
| C8 Sport   | Spartaco Targhetti 3 min 28 s 15              | Maurizio Dottori 3 min 31 s 18                        | Stefano Maccarinelli 3 min 31 s 87                     |
| C9 Sport   | Andris Bricis 3 min 52 s 82                   | Ketty Bonatti 3 min 53 s 00                           | Luca Damioli 3 min 53 s 48                             |

### 2012
| Categories | Or                                                    | Argent                                              | Bronze                                            |
| ---------- | ----------------------------------------------------- | --------------------------------------------------- | ------------------------------------------------- |
| C1 Sport   | Jan Sejkora Jr 3 min 50 s 32                          | Adrian Schneider 3 min 58 s 93                      | Adele Loewert 4 min 01 s 32                       |
| C2 Sport   | Jan Simunek 3 min 32 s 76                             | Rino Zumbrunn 3 min 45 s 25                         | Bastien Munier 3 min 48 s 55                      |
| C3 Sport   | Théo Loewert 3 min 26 s 62                            | Jan Schmid 3 min 27 s 01                            | Simon Kerleau 3 min 31 s 03                       |
| C4 Sport   | Sauro Rossi et Jan Sejkora Sr 3 min 21 s 43           |                                                     | Gerold Spitaler 2 min 23 s 08                     |
| C5 Sport   | Cyril Viry et Clemence Lalevee 3 min 34 s 34          | Christophe Trachsel et Tobias Buser 3 min 35 s 68   | Cédric Pasquier et Johnathan Berger 3 min 37 s 13 |
| C6 Sport   | Giacomo Chiarini et Alesio Chiarini 2 min 21 s 10     | Frederic Bissardon et Audrey Jacquier 2 min 21 s 83 | Stephan Jerney et Melanie Riedo 2 min 21 s 86     |
| C7 Sport   | Leonardo Bartolacci et Michele Lattanzi 2 min 39 s 57 | Rolf Oswald et Matthias Bellaud 2 min 39 s 61       | Maurizio Bravin et Giuseppe Dozzi 2 min 39 s 71   |
| C8 Sport   | Stefano Maccarinelli 2 min 41 s 08                    | Spartaco Targhetti 2 min 46 s 64                    | Maurizio Dottori 2 min 47 s 42                    |
| C9 Sport   | Federico Raggi 3 min 49 s 70                          | Ketty Bonatti 3 min 54 s 62                         | Reinis Masulis 3 min 54 s 86                      |

### 2011
| Categories | Or                                                     | Argent                                           | Bronze                                              |
| ---------- | ------------------------------------------------------ | ------------------------------------------------ | --------------------------------------------------- |
| C1 Sport   | Quentin Jacques 2 min 54 s 336                         | Luca Zumbrunn 3 min 01 s 495                     | Arne Wollny 3 min 04 s 492                          |
| C2 Sport   | Matis Kremer 2 min 47 s 134                            | Remy Augier 2 min 47 s 684                       | Rino Zumbrunn 2 min 50 s 126                        |
| C3 Sport   | Martin Flanderka 2 min 44 s 562                        | Yann Maurin 2 min 44 s 688                       | Simon Kerleau 2 min 44 s 814                        |
| C4 Sport   | Gerold Spitaler 2 min 39 s 622                         | Sauro Rossi 2 min 40 s 137                       | Stefan Larcher 2 min 40 s 629                       |
| C5 Sport   | Cyril Viry et Clemence Lalevee 2 min 45 s 018          | Hubert Cros et Jacky Collomb 2 min 45 s 318      | Matthias Bellaud et Patricia Feller 2 min 46 s 738  |
| C6 Sport   | Frederic Bissardon et Audrey Jacquier 2 min 37 s 072   | Rolf Oswald et Manuela Oswald 2 min 37 s 089     | Stephan Jerney et Melanie Riedo 2 min 37 s 739      |
| C7 Sport   | Rossano Cartechini et Massino Marinelli 2 min 50 s 301 | Giuseppe Dozzi et Maurizio Bravin 2 min 50 s 477 | Cristian Longhena et Patrick Pezzoni 2 min 50 s 747 |
| C8 Sport   | Stefano Maccarinelli 2 min 54 s 520                    | Spartaco Targhetti 2 min 56 s 637                | Emanuele Rosi 2 min 56 s 733                        |
| C9 Sport   | Federico Raggi 3 min 18 s 785                          | Ketty Bonatti 3 min 23 s 976                     | Océane Bottu 3 min 04 s 526                         |

### 2010
| Categories | Or                                                      | Argent                                                 | Bronze                                             |
| ---------- | ------------------------------------------------------- | ------------------------------------------------------ | -------------------------------------------------- |
| C1 Sport   | Quentin Jacques 3 min 09 s 983                          | Arne Wollny 3 min 10 s 029                             | Bastien Munier 3 min 13 s 563                      |
| C2 Sport   | Matis Kremer 2 min 48 s 330                             | Jean-Michel Colin 2 min 50 s 063                       | Jan Simunek 2 min 52 s 338                         |
| C3 Sport   | Pierre Cesar 2 min 44 s 833                             | Jan Schmid 2 min 45 s 158                              | Jonathan Rosen 2 min 45 s 895                      |
| C4 Sport   | Jan Sejkora 2 min 40 s 808                              | Sauro Rossi 2 min 42 s 438                             | Lerf 2 min 42 s 519                                |
| C5 Sport   | Vincent Delorme et Olivier Jurine 2 min 48 s 021        | Gregoire Astier-Damour et Nicolas Huwer 2 min 50 s 605 | Guillaume Paire et Mathieu Tissier 2 min 51 s 376  |
| C6 Sport   | Stephan Jerney et Melanie Riedo 2 min 37 s 631          | Andreas Lerf et Sandro Staub 2 min 37 s 747            | Olivier Germay et Sandrine Dechesne 2 min 38 s 575 |
| C7 Sport   | Leonardo Bartolacci et Michelle Lattanzi 2 min 57 s 507 | Giuseppe Dozzi et Maurizio Bravin 2 min 57 s 548       | Rolf Oswald et Matthias Bellaud 2 min 57 s 742     |
| C8 Sport   | Jurg Menzi 2 min 53 s 769                               | Freddy Doumont 2 min 56 s 368                          | Stefano Maccarinelli 2 min 57 s 890                |
| C9 Sport   | Federico Raggi 3 min 20 s 301                           | Ketty Bonatti 3 min 27 s 256                           | Michaela Sejkorova 3 min 31 s 910                  |

### 2009
| Categories | Or                                               | Argent                                                   | Bronze                                             |
| ---------- | ------------------------------------------------ | -------------------------------------------------------- | -------------------------------------------------- |
| C1 Sport   | Bastien Munier 3 min 53 s 910                    | Kevin Lestoquoy 4 min 06 s 081                           | Arne Wollny 4 min 09 s 425                         |
| C2 Sport   | Heiko Zumbrunn 3 min 22 s 890                    | Matis Kremer 3 min 24 s 979                              | Jean-Michel Colin 3 min 25 s 092                   |
| C3 Sport   | Luc Grosshenny 3 min 19 s 201                    | Adrian Inabnit 3 min 22 s 306                            | Sejkora Jakub 3 min 23 s 381                       |
| C4 Sport   | Sauro Rossi 3 min 17 s 642                       | Matteo Girelli 3 min 17 s 841                            | Bruno Menzi 3 min 19 s 029                         |
| C5 Sport   | Vincent Delorme et Olivier Jurine 3 min 26 s 268 | Cedric Pasquier et Jonathan Berger 3 min 26 s 917        | Jean-Philippe Bosc et Nicolas Huwer 3 min 29 s 983 |
| C6 Sport   | Stephan Jerney et Melanie Riedo 3 min 12 s 698   | Andreas Lerf et Oswald Manuela 3 min 14 s 260            | Olivier Germay et Sandrine Dechesne 3 min 15 s 459 |
| C7 Sport   | Giuseppe Dozzi et Maurizio Bravin 3 min 37 s 882 | Gianmario Simonetti et Emiliano Simonetti 3 min 39 s 579 | Rolf Oswald et Matthias Bellaud 3 min 40 s 100     |
| C8 Sport   | Marcello Podavini 3 min 37 s 882                 | Stefano Maccarinelli 3 min 39 s 579                      | Philippe Lamart 3 min 40 s 100                     |

### 2008
| Categories | Or                                              | Argent                                            | Bronze                                             |
| ---------- | ----------------------------------------------- | ------------------------------------------------- | -------------------------------------------------- |
| C1 Sport   | Jan Simunek 4 min 06 s 896                      | Rino Zumbrunn 4 min 16 s 880                      | Hannes Schlageter 4 min 41 s 314                   |
| C2 Sport   | Myckel Marchal 3 min 52 s 151                   | Bastien Woland 3 min 53 s 281                     | Mathias Trachsel 3 min 57 s 596                    |
| C3 Sport   | Yannik Lerf 3 min 39 s 379                      | Jakub Sejkora 3 min 42 s 178                      | Adrian Inabnit 3 min 42 s 362                      |
| C4 Sport   | Jan Sejkora 3 min 34 s 613                      | Julien Frechin 3 min 35 s 901                     | Sauro Rossi 3 min 37 s 547                         |
| C5 Sport   | Steeve Veillard et Mikael Muller 3 min 47 s 336 | Cedric Pasquier et Jonathan Berger 3 min 48 s 106 | Nicolas Marcot et Vivient Remy 3 min 51 s 734      |
| C6 Sport   | Andreas Lerf et Monika Lerf 3 min 26 s 282      | Philippe Gilson et Monique Gilman 3 min 29 s 857  | Olivier Germay et Sandrine Dechesne 3 min 30 s 143 |
| C7 Sport   | Massimo Pierdonati et Nico Nunzi 3 min 50 s 830 | Giuseppe Dozzi et Maurizio Bravin 3 min 51 s 143  | Rolf Oswald et Matthias Bellaud 3 min 52 s 804     |
| C8 Sport   | Marcello Podavini 4 min 01 s 247                | Philippe Lamart 4 min 01 s 249                    | Stefano Maccarinelli 4 min 01 s 220                |

### 2007
| Categories | Or                                             | Argent                                          | Bronze                                            |
| ---------- | ---------------------------------------------- | ----------------------------------------------- | ------------------------------------------------- |
| C1 Sport   | Jonathan Orthlof 3 min 10 s 63                 | Rino Zumbrunn 3 min 29 s 33                     | Manon Lamart 3 min 32 s 52                        |
| C2 Sport   | Julien Forgeois 2 min 58 s 05                  | Christophe Steinmann 2 min 58 s 53              | Myckel Marchal 3 min 01 s 80                      |
| C3 Sport   | Yannik Lerf 2 min 53 s 68                      | Grosshenny Jean-David 2 min 53 s 95             | Christoph Trachsel 2 min 54 s 61                  |
| C4 Sport   | Sauro Rossi 2 min 49 s 88                      | Matteo Girelli 2 min 51 s 27                    | Zdenek Švajda 2 min 52 s 65                       |
| C5 Sport   | Steeve Veillard et Mikael Muller 3 min 00 s 91 | Cedric Pasquier et Marques 3 min 01 s 13        | Jacky Collomb et Hubert Cros 3 min 02 s 02        |
| C6 Sport   | Andreas Lerf et Monika Lerf 2 min 48 s 22      | Philippe Gilson et Monique Gilman 2 min 49 s 84 | Olivier Germay et Sandrine Dechesne 2 min 50 s 01 |
| C7 Sport   | Massimo Pierdonati et Nico Nunzi 2 min 59 s 89 | Giuseppe Dozzi et Maurizio Bravin 3 min 00 s 22 | Rolf Oswald et Matthias Bellaud 3 min 01 s 27     |
| C8 Sport   | Patrick Pezzoni 2 min 53 s 16                  | Stefano Maccarinelli 2 min 53 s 50              | Cristian Longhena 2 min 54 s 20                   |

### 2006
| Categories | Or                                              | Argent                                             | Bronze                                             |
| ---------- | ----------------------------------------------- | -------------------------------------------------- | -------------------------------------------------- |
| C1 Sport   | Jonathan Ortholf 3 min 36 s 14                  | Michaela Lerf 3 min 40 s 22                        |                                                    |
| C2 Sport   | Jakub Sejkora 3 min 21 s 68                     | Julien Forgeois 3 min 24 s 29                      | Quentin Nimal 3 min 25 s 36                        |
| C3 Sport   | Fabien Saiz 3 min 17 s 00                       | Swen Miesen 3 min 17 s 79                          | Stefan Jerney 3 min 20 s 97                        |
| C4 Sport   | Gregory Horodynski 3 min 10 s 24                | Adrien Muller 2 min 12 s 78                        | Jiri Janovsky 3 min 13 s 53                        |
| C5 Sport   | Steeve Veillard et Mikael Muller 3 min 24 s 46  | Cedric Pasquier et Cirilo Marques 3 min 25 s 60    | Joel Martin et Yves Colin 3 min 26 s 37            |
| C6 Sport   | Andreas Lerf et Alexand Albisser 3 min 10 s 49  | Giacomo Chiarini et Alessio Chiarini 3 min 12 s 29 | Miroslav Marian et Miroslav Marian 3 min 14 s 19   |
| C7 Sport   | Giuseppe Dozzi et Maurizio Bravin 3 min 26 s 40 | Massimo Pierdonati et Nico Nunzi 3 min 27 s 94     | Leonardo Bartolacci et Jerry Luciant 3 min 28 s 45 |

### 2005
| Categories | Or                                                | Argent                                          | Bronze                                             |
| ---------- | ------------------------------------------------- | ----------------------------------------------- | -------------------------------------------------- |
| C1 Sport   | Michaela Lerf 4 min 54 s 39                       | Joe Graph 5 min 05 s 71                         | Simon Kerleau 5 min 07 s 48                        |
| C2 Sport   | Christophe Steinmann 4 min 18 s 59                | Julien Forgeois 4 min 19 s 26                   | Jannik Lerf 4 min 19 s 61                          |
| C3 Sport   | Florian Boiron 4 min 07 s 45                      | Adrien Muller 4 min 11 s 40                     | Mathieu Kess 4 min 14 s 46                         |
| C4 Sport   | Miroslav Hula 4 min 05 s 43                       | Romain Joubert 4 min 05 s 74                    | Guillaume Libolt 4 min 09 s 30                     |
| C5 Sport   | Philippe Martinaut et Nicolas Huwer 4 min 18 s 13 | Steeve Veillard et Mikael Muller 4 min 22 s 08  | Cedric Pasquier et Cirilo Marques 4 min 22 s 52    |
| C6 Sport   | Andreas Lerf et Lerf 4 min 01 s 83                | Jan Sejkora et Monika Hozdova 4 min 04 s 43     | Giacomo Chiarini et Alessio Chiarini 4 min 05 s 80 |
| C7 Sport   | Massimo Pierdonati et Nico Nunzi 4 min 21 s 22    | Giuseppe Dozzi et Maurizio Bravin 4 min 21 s 65 | Eddy Perrin et Franco Perri 4 min 25 s 31          |

### 2004
| Categories | Or                                              | Argent                                          | Bronze                                            |
| ---------- | ----------------------------------------------- | ----------------------------------------------- | ------------------------------------------------- |
| C1 Sport   | Michaela Lerf 5 min 36 s 09                     | Joe Graph 5 min 53 s 25                         | Katiana Pasquier 5 min 53 s 49                    |
| C2 Sport   | Yannik Lerf 4 min 58 s 31                       | Mélodie Pautet 5 min 03 s 46                    | Jakub Sejkora 5 min 05 s 32                       |
| C3 Sport   | David Hozda 4 min 48 s 10                       | Andy Valluy 4 min 49 s 61                       | Florian Boiron 4 min 51 s 44                      |
| C4 Sport   | Miroslav Hula 4 min 42 s 69                     | Milan Holubec 4 min 43 s 68                     | Jean-Pierre Lambert 4 min 45 s 31                 |
| C5 Sport   | Steeve Veillard et Mikael Muller 4 min 56 s 38  | Cedric Pasquier et Cirilo Marques 4 min 56 s 57 | Jean Philippe Bosc et Nicolas Huwer 5 min 02 s 09 |
| C6 Sport   | Jan Sejkora et Monika Hozdova 4 min 35 s 08     | Billy Dulla et Manuela Oswald 4 min 35 s 80     | Pert Musal et Jarca Musalova 4 min 36 s 51        |
| C7 Sport   | Giuseppe Dozzi et Maurizio Bravin 4 min 58 s 38 | Massimo Pierdonati et Nico Nunzi 5 min 01 s 39  | Matthias Bellaud et Rolf Oswald 5 min 05 s 32     |

### 2003
| Categories | Or                                              | Argent                                          | Bronze                                                 |
| ---------- | ----------------------------------------------- | ----------------------------------------------- | ------------------------------------------------------ |
| C1 Sport   | Christophe Steinmann 3 min 12 s 97              | Julien Forgeois 2 min 16 s 87                   | Pierrick Guillon 3 min 29 s 50                         |
| C2 Sport   | Jannik Lerf 3 min 17 s 58                       | Janis Liepaskalns 3 min 18 s 56                 | Laura-Sabrina Lerf 3 min 18 s 88                       |
| C3 Sport   | David Hozda 3 min 00 s 51                       | Adrien Muller 3 min 01 s 56                     | Mathieu Kess 3 min 03 s 89                             |
| C4 Sport   | Miroslav Hula 2 min 55 s 30                     | Joan Thiriet 2 min 58 s 95                      | Andreas Hermes 2 min 58 s 99                           |
| C5 Sport   | Steeve Veillard et Mikael Muller 3 min 06 s 93  | Vincent Delorme et Olivier Jurine 3 min 07 s 93 | Jean Philippe Bosc et Nicolas Huwer 3 min 12 s 12      |
| C6 Sport   | Jan Sejkora et Monika Hozdova 2 min 59 s 38     | Billy Dulla et Martine Veillard 2 min 59 s 58   | Zdenek Svajda jun. et Zdenek Svajda sen. 3 min 03 s 09 |
| C7 Sport   | Giuseppe Dozzi et Maurizio Bravin 3 min 04 s 47 | Massimo Pierdonati et Nico Nunzi 3 min 06 s 40  | Patrick Saby et Raymond Meilland 3 min 07 s 63         |

### 2002
| Categories | Or                                              | Argent                                             | Bronze                                        |
| ---------- | ----------------------------------------------- | -------------------------------------------------- | --------------------------------------------- |
| C1 Sport   | Filip Ovecka 2 min 30 s 46                      | Jakub Sejkora 2 min 31 s 72                        | Christophe Steinmann 2 min 33 s 74            |
| C2 Sport   | Romuald Juif 2 min 22 s 60                      | Jordan Leonard 2 min 26 s 08                       | Jan Flanderka 2 min 26 s 22                   |
| C3 Sport   | Romain Joubert 2 min 16 s 93                    | David Hozda 2 min 17 s 19                          | Daniel Jonhsson 2 min 17 s 42                 |
| C4 Sport   | Miroslav Hula 2 min 12 s 40                     | Joan Thiriet 2 min 15 s 91                         | Milan Holubec 2 min 16 s 04                   |
| C5 Sport   | Cedric Pasquier et Cirilo Marques 2 min 21 s 75 | Thierry Delorme et Didier Thinon 2 min 22 s 91     | Billy Dulla et Mickael Muller 2 min 23 s 05   |
| C6 Sport   | Rolf Oswald et Celine Bocquet 2 min 12 s 09     | Matthias Bellaud et Olivier Duschene 2 min 12 s 53 | Petr Musal et Jaroslav Musalova 2 min 12 s 94 |
| C7 Sport   | Giuseppe Dozzi et Maurizio Bravin 2 min 24 s 73 | Paolo Guignon et Franco Perri 2 min 25 s 99        | Eddy Perrin et Patrick Neyroz 2 min 26 s 16   |

### 2001
| Categories | Or                                              | Argent                                                   | Bronze                                         |
| ---------- | ----------------------------------------------- | -------------------------------------------------------- | ---------------------------------------------- |
| C1 Sport   | Martin Hubler 3 min 07 s 64                     | Maros Palko 3 min 21 s 71                                | Christophe Steinmann 3 min 24 s 03             |
| C2 Sport   | Adam Kollar 3 min 04 s 16                       | David Hozda 3 min 06 s 10                                | Erik Fendik 3 min 06 s 19                      |
| C3 Sport   | Tomas Paul 2 min 59 s 54                        | Zdenek Paul 2 min 59 s 73                                | Romain Joubert 3 min 00 s 01                   |
| C4 Sport   | Miroslav Hula 2 min 52 s 05                     | Jan Sejkora 2 min 54 s 47                                | Joan Thiriet 2 min 56 s 96                     |
| C5 Sport   | Milos Kostka et Vlastimil Kostka 3 min 07 s 27  | Cedric Pasquier et Cirilo Marques 3 min 08 s 07          | Billy Dulla et Mickael Muller 3 min 09 s 31    |
| C6 Sport   | Petr Musal et Jaroslava Musalova 2 min 51 s 03  | Jaroslav Kratochvil et Sarka Kratochvilova 2 min 52 s 19 | Miroslav Marian et Ales Jirout 2 min 52 s 55   |
| C7 Sport   | Giuseppe Dozzi et Maurizio Bravin 3 min 04 s 99 | Massimo Pierdonati et Nico Nunzi 3 min 07 s 07           | Martins Valodzez et Nils Gurskis 3 min 13 s 08 |

### 2000
| Categories | Or                                              | Argent                                         | Bronze                                         |
| ---------- | ----------------------------------------------- | ---------------------------------------------- | ---------------------------------------------- |
| C1 Sport   | Martin Hubler 4 min 49 s 01                     | Alain Oberli 4 min 57 s 93                     | Alan Guignard 4 min 59 s 01                    |
| C2 Sport   | Sébastien Renon 4 min 43 s 32                   | Johann Recordon 4 min 44 s 34                  | David Hozda 4 min 45 s 23                      |
| C3 Sport   | Roland Clement 4 min 27 s 50                    | Zdenek Paul 4 min 27 s 87                      | Julien Ducommun 4 min 28 s 49                  |
| C4 Sport   | Jan Sejkora 4 min 14 s 61                       | Miroslav Hula 4 min 15 s 54                    | Otakar Spanily 4 min 22 s 83                   |
| C5 Sport   | Laurent Schapen et Celine Bocquet 4 min 32 s 71 | Olivier Duschene et Steve Rinsoz 4 min 33 s 04 | Milos Kostka et Vlastim Kostka 4 min 34 s 04   |
| C6 Sport   | Marco Oberli et T Fanckhausser 4 min 08 s 04    | Rolf Oswald et Kurt Herzog 4 min 11 s 63       | Petr Musal et Jaroslava Musalova 4 min 11 s 95 |
| C7 Sport   | Massimo Pierdonati et Nico Nunzi 4 min 29 s 82  | Paolo Guignon et Franco Perri 4 min 32 s 05    | Eddy Perrin et Patrick Neyroz 4 min 34 s 04    |

### 1999
| Categories | Or                                             | Argent                                          | Bronze                                                    |
| ---------- | ---------------------------------------------- | ----------------------------------------------- | --------------------------------------------------------- |
| C1 Sport   | Martin Hunler 3 min 50 s 90                    | Erik Fendik 3 min 55 s 58                       | Matus Bonko 3 min 56 s 45                                 |
| C2 Sport   | Romain Joubert 3 min 44 s 62                   | Tomas Paul 3 min 45 s 41                        | Tomas Dzurenda 3 min 48 s 06                              |
| C3 Sport   | Mikael Muller 3 min 36 s 46                    | Rolland Clement 3 min 40 s 10                   | Tomas Hozda 3 min 40 s 47                                 |
| C4 Sport   | Jan Sejkora 3 min 31 s 71                      | Miroslav Hula 3 min 32 s 21                     | Otakar Spanily 3 min 36 s 79                              |
| C5 Sport   | Steve Dula et Matthias Bellaud 3 min 41 s 65   | Laurent Schafer et Celine Bocquet 3 min 43 s 50 | Christian Bonguard et Pierre André Veillard 3 min 44 s 57 |
| C6 Sport   | Zdenek Svajda et Zdenek Svajda 3 min 31 s 21   | Serge Guignard et Gerard Huguein 3 min 31 s 81  | Petr Musal et Jaroslava Kratochvil 3 min 32 s 58          |
| C7 Sport   | Massimo Pierdonati et Nico Nunzi 3 min 46 s 84 | Giuseppe Dozzi et Maurizio Bravin 3 min 48 s 20 | Andrea Pagliaro et Torqunto Marinelli 3 min 48 s 95       |

### 1995
| Categories | Or                        | Argent                       | Bronze                        |
| ---------- | ------------------------- | ---------------------------- | ----------------------------- |
| C4 Sport   | Jan Sejkora 2 min 46 s 09 | Otakar Sapnily 2 min 46 s 98 | Yaroslav Petrak 2 min 47 s 08 |

### 1994
Résultats indisponibles

### 1993
| Categories | Or                                                    | Argent                                          | Bronze                                            |
| ---------- | ----------------------------------------------------- | ----------------------------------------------- | ------------------------------------------------- |
| C1 Sport   | Billy Dula 2 min 09 s 01                              | Petr Hollub 2 min 15 s 37                       | Martin Kos 2 min 15 s 97                          |
| C2 Sport   | Martin Vynhalek 1 min 58 s 88                         | Yan Kejval 2 min 02 s 72                        | Sven Burger 2 min 02 s 89                         |
| C3 Sport   | Karel Siraich 1 min 59 s 57                           | Petr Stramek 1 min 59 s 39                      | Rolf Oswald 2 min 00 s 59                         |
| C4 Sport   | Jindrich Charvat 1 min 55 s 14                        | Zbinek Svajda 1 min 59 s 03                     | Radek Cerny Radovan 1 min 59 s 66                 |
| C5 Sport   | Laurent Perriard et Jean Paul Schneiter 2 min 13 s 98 | Frederic Tronchère et Gille Sevoz 2 min 15 s 42 | Noel Raffin et Nicolas Laithier 2 min 21 s 16     |
| C6 Sport   | Beat Steury et Gaby Steury 1 min 52 s 70              | Laurent Berger et Cedric Monnier 1 min 54 s 32  | Marco Oberly et Eric Coeudevez 1 min 55 s 62      |
| C7 Sport   | Marco Giachino et Diego Follis 2 min 13 s 63          | Marc Hesememan et Andres Kuderer 2 min 23 s 48  | Dorit Bohrenfeldt et Johan Buckting 2 min 29 s 99 |
| C8 Sport   | Jan Sejkora 1 min 57 s 88                             | Radim Fieldler 2 min 01 s 39                    | Thomas Roth 2 min 04 s 57                         |

### 1992
| Categories | Or                                              | Argent                                        | Bronze                                          |
| ---------- | ----------------------------------------------- | --------------------------------------------- | ----------------------------------------------- |
| C1 Sport   | Michal Smekal 2 min 39 s 63                     | Ludovit Acsay 2 min 45 s 41                   | Petr Hollub 2 min 47 s 18                       |
| C2 Sport   | Miroslav Petrav 2 min 31 s 89                   | Petr Stramek 2 min 33 s 55                    | Thomas Cerny 2 min 33 s 56                      |
| C3 Sport   | Jindrich Charvat 2 min 29 s 53                  | Radek Cerny 2 min 29 s 59                     | Adam Radovan 2 min 30 s 16                      |
| C4 Sport   | Jan Sejkora 2 min 28 s 00                       | Rene Cechel 2 min 28 s 71                     | Gregory Orodynski 2 min 32 s 41                 |
| C5 Sport   | Mathias Bellaud et Christophe Lob 2 min 36 s 27 | Yannick Bourre et Pilant Cornet 2 min 42 s 83 | Sébastien Desornière et Noel Odin 2 min 43 s 94 |
| C6 Sport   | Sandro Mancini et Chiappa 2 min 25 s 18         | Laurent Berger et Myriam Berger 2 min 27 s 00 | Beat Steury et Gaby Steury 2 min 28 s 10        |
| C7 Sport   | Bartolacci et Bartolacci 2 min 35 s 16          | Lattenzy et Ciammella 2 min 37 s 00           | Bozzetti et Gobbo 2 min 37 s 01                 |
| C8 Sport   | Radim Fielder 2 min 33 s 23                     | Jan Sus 2 min 34 s 37                         | Pietro Guerrini 2 min 37 s 31                   |

### Tableau des médailles général
Depuis 1999
| Rang | Nation    | Or | Argent | Bronze | Total |
| ---- | --------- | -- | ------ | ------ | ----- |
| 1    | Suisse    | 32 | 36     | 28     | 96    |
| 2    | Italie    | 28 | 28     | 20     | 76    |
| 3    | France    | 26 | 24     | 24     | 74    |
| 4    | Tchéquie  | 23 | 13     | 20     | 56    |
| 5    | Belgique  | 4  | 6      | 11     | 22    |
| 6    | Slovaquie | 2  | 2      | 3      | 7     |
| 7    | Allemagne | 0  | 3      | 6      | 9     |
| 8    | Lettonie  | 1  | 0      | 2      | 3     |
| 9    | Lituanie  | 0  | 1      | 0      | 1     |